# Departamento de La Cocha
Departamento de La Cocha är en kommun i Argentina.   Den ligger i provinsen Tucumán, i den norra delen av landet, 1 000 km nordväst om huvudstaden Buenos Aires. Antalet invånare är 17 683.
Trakten runt Departamento de La Cocha består till största delen av jordbruksmark. Runt Departamento de La Cocha är det glesbefolkat, med 20 invånare per kvadratkilometer.